# Gallués
Gallués (baskijski: Galoze) – gmina w Hiszpanii, w Nawarze, o powierzchni 43 km². W 2011 roku gmina liczyła 106 mieszkańców.